# Henry Percy (1785–1825)
El Honorable Henry Percy (14 de septiembre de 1785 - 15 de abril de 1825) fue un oficial inglés. Sirvió como ayudante de campo del duque de Wellington en la batalla de Waterloo; y trajo la noticia a Londres de su victoria.

## Biografía
Fue el quinto hijo de Algernon e Isabella Percy, conde de Beverley; así como nietos de Hugh Percy, I duque de Northumberland. Tras educarse en Eton, en 1804, Percy compró un puesto de lugarteniente en el séptimo regimiento. Participó en la Guerra de la Independencia como ayudante de campo del lugarteniente de John Moore entre 1808 y 1809. Fue trasladado de regimiento como capitán y se le nombró mayor en 1810. Fue capturado en el asedio de Burgos de 1812, siendo prisionero de guerra en Francia hasta el exilio de Napoleón en 1815.
Cuando Napoleón regresó ese mismo año, el mayor Percy sirvió como ayudante de campo del duque de Wellington en las batallas de  Quatre Bras y Waterloo; siendo el único ayudante de campo de Wellington en sobrevivir, y por tanto el encargado de llevar despacho a Londres para informar de la victoria y la captura de dos águilas imperiales francesas. Cruzó el canal de la mancha en el HMS Peruvian rápidamente, muy a pesar de las complicaciones del viaje. Llegó a Downing Street a las diez de la noche del 21 de junio e informó al secretario de asuntos exteriores, Lord Bathurst. Más tarde, este llevó el despacho y las águilas al Príncipe Regente al Palacio de St. James. Henry fue nombrado teniente coronel como recompensa. Se retiró en 1821, muriendo cuatro años más tarde.

## Familia
Aunque él nunca se casó, tuvo dos hijos ilegítimos con una mujer mientras era prisionero de guerra en Francia: Sir Henry y Percy Durand. El hijo de Sir Henry, Sir Mortimer fue hecho baronet en 1892.